# مجموعة معاوية البرير
مجموعة معاوية البرير (بالانجليزية: moawiaelberier ) هي احدى مجموعة شركات التصنيع في السودان.
تتكون مجموعة معاوية البرير الغذائية من خمسة مجمعات صناعية، وهي واحدة من المجموعات التجارية وتمتلك عدة علامات تجارية ذات جودة تصنيع
احدي هذه العلامات التجارية هي “أورانجا”، أول عصير مسحوق مصنوع محليا، واحدة من العلامات التجارية في السودان، على الرغم من توفر العلامات التجارية العالمية
أنشأت إم بي جي مجمع لديه واحدة من المرافق
```
الأكثر تقدما من الناحية 
التكنولوجية
 للإنتاج في 
السودان
، يقوم المجمع بإنتاج حليب 
البقر
 
واللبن
 والعصير ومعجون 
الطماطم
.و يتم العمل باستخدام أعلى المعايير 
الدولية
 للصحة والنظافة
```

## المشروبات الغازية والمياه المعدنية[3]
تم إنشاء منشأة رئيسية أخرى متخصصة في تصنيع المشروبات الغازية لإنتاج بعض من العلامات التجارية مثل:
- مشروب الشعير – شامبيون
- ريتش كولا
- أورنجا

## منتجات الالبان
- حليب بست
- زبادي بست
- لودو و ميلكو مسحوق الحليب
- يوغو زبادي

## البسكويت والكعك
بسكويت كابتن ماجد
بسكويت جلكوز

## الوجبات الخفيفة
لدى إم بي جي مجموعة واسعة من الوجبات الخفيفة، والوجبات السريعة، والمعكرونة والشعيرية، والكعك، وبعض من العلامات التجارية مثل
رقائق البطاطا والبطاطس

## الشاي
شاي الزرافتين
ينتج المجمع ايضا منتجات حلويات السمسم “طحنية” والحليب المجفف

## مجموعة التعبئة والتغليف والطباعة
تنقسم مجموعة التعبئة والتغليف لدينا إلى قسمين رئيسيين، وهما:

### التغليف المرن:
التغليف المرن يجمع بين الأفلام البلاستيكية المختلفة ورقائق الألومنيوم المستخدمة لإنتاج شرائح متعددة الطبقات للحماية ضد الرطوبة والغازات

### التغليف المشكل:
إنتاج الكرتون المموج بأعلي جودة
- ايضا تقدم مجموعة معاوية البرير بمجموعة واسعة من الخدمات المساندة والتي تشمل:
طباعة الروتوغرافيور ، الطباعة الفليكسوغرافية (المرنة) ،المنتجات القرطاسية ،طباعة الصحف، ورق التغليف المقوى

## وصلات خارجية
- الموقع الرسمي لمجموعة معاوية البرير
- مجموعة معاوية البرير على linked in